# Gonzalo Saucedo
Gonzalo Hernán Saucedo (Corrientes, Argentina; 16 de febrero de 1985) es un exfutbolista argentino. Jugaba como mediocampista central y su primer equipo fue Estudiantes de La Plata. Su último club antes de retirarse fue Juventud Unida de Gualeguaychú.

## Trayectoria

### Sus inicios
Comenzó en Huracán de Corrientes, un día jugando una final contra Sportivo; Lo vieron los dirigentes del fútbol amateurs de Estudiantes. Esa tarde, en la cancha de Sportivo, ganaron 3 a 0 y él hizo los tres goles. Gonzalo tenía 14 años, Huracán fue el único club en que jugó en Corrientes.

### Estudiantes de La Plata
Su debut en primera fue el 30 de abril de 2006 en la victoria de Boca Juniors 4-0. Su primer gol en primera lo anotó el 26 de noviembre de 2006 en la victoria 2-0 ante Racing Club. En el conjunto platense disputó un total de 26 partidos entre el 2006/2008 anotando 1 gol.

### Godoy Cruz de Mendoza
En la temporada 2008/2009 fue cedido a préstamo al conjunto tombino que era dirigido por Daniel Oldrá. Disputando apenas solo 2 partidos.

### Unión de Santa Fe
En la temporada 2009/2010 sería nuevamente cedido, esta vez al conjunto santafesino donde tuvo una destacada actuación. Disputando 33 partidos y anotando 7 goles.

### Tiro Federal de Rosario
En la temporada 2010/2011 pasaría a préstamo al equipo rosarino que por aquel entonces disputaba la Primera B Nacional bajo la conducción técnica de Diego Osella y posteriormente por Andrés Rebottaro. En el conjunto de barrio ludueña disputó un total de 16 partidos y anotó 1 gol.

## Clubes
| Club                            | País      | Año       |
| ------------------------------- | --------- | --------- |
| Estudiantes de La Plata         | Argentina | 2006-2008 |
| Godoy Cruz de Mendoza           | Argentina | 2008      |
| Estudiantes de La Plata         | Argentina | 2009      |
| Unión de Santa Fe               | Argentina | 2009-2010 |
| Tiro Federal de Rosario         | Argentina | 2010-2011 |
| Central Córdoba (SdE)           | Argentina | 2011      |
| Textil Mandiyú de Corrientes    | Argentina | 2012-2013 |
| Villa Mitre de Bahía Blanca     | Argentina | 2014      |
| Defensores de Cambaceres        | Argentina | 2014      |
| Juventud Unida (G)              | Argentina | 2015      |
| Defensores de Salto             | Argentina | 2016      |
| Coquimbo Unido                  | Chile     | 2016      |
| Deportivo Mandiyú de Corrientes | Argentina | 2017-2018 |
| Juventud Unida (G)              | Argentina | 2019-2022 |

### Estadísticas
- Actualizado al final de su carrera deportiva

| Club                            | Div.                | Temporada           | Liga | Liga | Copa Nacional | Copa Nacional | Copa Internacional | Copa Internacional | Total | Total |
| Club                            | Div.                | Temporada           | PJ   | G    | PJ            | G             | PJ                 | G                  | PJ    | G     |
| ------------------------------- | ------------------- | ------------------- | ---- | ---- | ------------- | ------------- | ------------------ | ------------------ | ----- | ----- |
| Estudiantes (LP) Argentina      |                     |                     |      |      |               |               |                    |                    |       |       |
| 1.ª                             | 2005/06             | 3                   | 0    | -    | -             | -             | -                  | 3                  | 0     |       |
| 1.ª                             | 2006/07             | 18                  | 1    | -    | -             | -             | -                  | 18                 | 1     |       |
| 1.ª                             | 2007/08             | 4                   | 0    | -    | -             | 1             | 0                  | 5                  | 0     |       |
| 1.ª                             | 2008/09             | 0                   | 0    | -    | -             | -             | -                  | 0                  | 0     |       |
| Total                           | Total               | 25                  | 1    | -    | -             | 1             | 0                  | 26                 | 1     |       |
| Godoy Cruz Argentina            |                     |                     |      |      |               |               |                    |                    |       |       |
| 1.ª                             | 2008/09             | 2                   | 0    | -    | -             | -             | -                  | 2                  | 0     |       |
| Total                           | Total               | 2                   | 0    | -    | -             | -             | -                  | 2                  | 0     |       |
| Unión Argentina                 |                     |                     |      |      |               |               |                    |                    |       |       |
| 2.ª                             | 2009/10             | 33                  | 7    | -    | -             | -             | -                  | 33                 | 7     |       |
| Total                           | Total               | 33                  | 7    | -    | -             | -             | -                  | 33                 | 7     |       |
| Tiro Federal Argentina          |                     |                     |      |      |               |               |                    |                    |       |       |
| 2.ª                             | 2010/11             | 16                  | 1    | -    | -             | -             | -                  | 16                 | 1     |       |
| Total                           | Total               | 16                  | 1    | -    | -             | -             | -                  | 16                 | 1     |       |
| Central Córdoba (SdE) Argentina |                     |                     |      |      |               |               |                    |                    |       |       |
| 3.ª                             | 2011/12             | 0                   | 0    | -    | -             | -             | -                  | 0                  | 0     |       |
| Total                           | Total               | 0                   | 0    | -    | -             | -             | -                  | 0                  | 0     |       |
| Textil Mandiyú Argentina        |                     |                     |      |      |               |               |                    |                    |       |       |
| 4.ª                             | 2012/13             | ?                   | ?    | -    | -             | -             | -                  | ?                  | ?     |       |
| 4.ª                             | 2013/14             | ?                   | ?    | 0    | 0             | -             | -                  | ?                  | ?     |       |
| Total                           | Total               | 35                  | 4    | 0    | 0             | -             | -                  | 35                 | 4     |       |
| Villa Mitre (BB) Argentina      |                     |                     |      |      |               |               |                    |                    |       |       |
| 4.ª                             | 2013/14             | 9                   | 0    | -    | -             | -             | -                  | 9                  | 0     |       |
| Total                           | Total               | 9                   | 0    | -    | -             | -             | -                  | 9                  | 0     |       |
| Cambaceres Argentina            |                     |                     |      |      |               |               |                    |                    |       |       |
| 4.ª                             | 2014                | 12                  | 2    | -    | -             | -             | -                  | 12                 | 2     |       |
| Total                           | Total               | 12                  | 2    | -    | -             | -             | -                  | 12                 | 2     |       |
| Juventud Unida (G) Argentina    |                     |                     |      |      |               |               |                    |                    |       |       |
| 2.ª                             | 2015                | 21                  | 0    | -    | -             | -             | -                  | 21                 | 0     |       |
| 3.ª                             | 2019/20             | 8                   | 1    | -    | -             | -             | -                  | 8                  | 1     |       |
| 3.ª                             | 2020                | 4                   | 1    | -    | -             | -             | -                  | 4                  | 1     |       |
| 3.ª                             | 2021                | 26                  | 0    | -    | -             | -             | -                  | 26                 | 0     |       |
| 3.ª                             | 2022                | 26                  | 1    | -    | -             | -             | -                  | 26                 | 1     |       |
| Total                           | Total               | 85                  | 3    | -    | -             | -             | -                  | 85                 | 3     |       |
| Defensores (S) Argentina        |                     |                     |      |      |               |               |                    |                    |       |       |
| 4.ª                             | 2016                | 9                   | 0    | -    | -             | -             | -                  | 9                  | 0     |       |
| Total                           | Total               | 9                   | 0    | -    | -             | -             | -                  | 9                  | 0     |       |
| Coquimbo Unido · Chile          |                     |                     |      |      |               |               |                    |                    |       |       |
| 2.ª                             | 2016/17             | 4                   | 0    | 1    | 0             | -             | -                  | 5                  | 0     |       |
| Total                           | Total               | 4                   | 0    | 1    | 0             | -             | -                  | 5                  | 0     |       |
| Deportivo Mandiyú Argentina     |                     |                     |      |      |               |               |                    |                    |       |       |
| 3.ª                             | 2017/18             | 0                   | 0    | -    | -             | -             | -                  | 0                  | 0     |       |
| Total                           | Total               | 0                   | 0    | -    | -             | -             | -                  | 0                  | 0     |       |
| Total en su carrera             | Total en su carrera | Total en su carrera | 230  | 18   | 1             | 0             | 1                  | 0                  | 232   | 18    |

## Palmarés

### Campeonatos nacionales
| Título           | Club                    | País      | Año    |
| ---------------- | ----------------------- | --------- | ------ |
| Primera División | Estudiantes de La Plata | Argentina | A-2006 |